# Mujeres engañadas
Mujeres engañadas es una telenovela mexicana producida por Emilio Larrosa para Televisa entre 1999 y 2000. 
Protagonizada por Laura León, Andrés García, Sabine Moussier, Arturo Peniche, Michelle Vieth, Kuno Becker, Elsa Aguirre y Eric del Castillo, con las actuaciones antagónicas de Susana González, Víctor Noriega, Raymundo Capetillo y Martha Roth.

## Sinopsis
Este melodrama narra la historia de cuatro parejas que viven en un mismo edificio, dentro del cual, la mentira y la infidelidad serán los principales problemas de relación y familia que enfrenten los involucrados.
La primera pareja protagónica está conformada por Yolanda Jiménez (47 años) y Javier Duarte (58 años). Ella es una mujer de origen humilde que se casó con Javier, un hombre rico con el que tiene dos hijas adolescentes, Jessica (16 años) y María Rosa (14 años).
La segunda, está compuesta por Diana Fernández (31 años) y Alejandro Lizárraga (37 años). Diana es una mujer vanidosa y egocéntrica, obsesionada por encontrar el secreto de la eterna juventud. Él, en cambio, es un hombre decente y honesto, hasta sueña con tener un hijo.
Los personajes juveniles son Paola (21 años) y César (también 21 años). Paola es muy joven, religiosa y vive en Veracruz, mientras que su amado es un muchacho atractivo cuyo placer máximo es conquistar a las mujeres.
La cuarta pareja la integran Don Jorge Martínez (66 años) y Doña Cecilia Orendáin (69 años), padres de César, quienes llevan casados treinta años y su relación se ha vuelto rutinaria.

## Elenco
- Laura León - Yolanda Jiménez Pérez de Duarte
- Andrés García - Javier Duarte Cortés
- Arturo Peniche - Alejandro Lizárraga Terán
- Sabine Moussier - Diana Fernández Sánchez de Lizárraga
- Michelle Vieth - Paola Montero Larios
- Kuno Becker - César Martínez Orendáin
- Eric del Castillo - Jorge Martínez Margain
- Elsa Aguirre - Cecilia Orendáin Castro de Martínez
- Diana Golden - Mónica Romero
- Martha Roth - Catalina Cortés vda. de Duarte
- Susana González - Yvette del Sagrario Campuzano Del Castillo
- Carlos Bracho - Lic. Ernesto Sierra
- Anahí - Jessica Duarte Jiménez
- José María Torre - Ricardo Hernández Chávez
- Marisol Mijares - María Rosa Duarte Jiménez
- Carlos Bonavides - Maclovio Hernández
- Maribel Fernández - Concepción "Concha" Chávez de Hernández
- Jorge de Silva - Raúl
- Enrique Rocha - Roberto
- Víctor Noriega - Pablo Rentería
- Raymundo Capetillo - Ramiro Cifuentes
- Joana Benedek - Johanna Sierra
- Irina Areu - Florinda
- Ingrid Martz - Adriana Falcón
- Lucy Tovar - Casilda de Montero
- Andrea Becerra - Sonia Lizárraga
- Alejandra Becerra - Monserrat Lizárraga
- Elizabeth Arciniega - Guadalupe Edelmira Silis Chacón
- Carla Ortiz - Marujita "Maru" López Guerra
- Gustavo Negrete - Don Aurelio
- Antonio Miguel - Don Liberio
- Jorge Brenan - Edmundo Romano Perón
- Antonio Brenan - Ramón Romano Perón
- Karla Álvarez - Sonia Arteaga
- Dulce - Montserrat vda. de Arteaga
- Óscar Traven - Roberto Duarte Cortés
- Jorge Antolín - Esteban
- Tania Vázquez - Aracely
- Claudia Troyo - Carolina Susana Montero
- Aitor Iturrioz - Manuel
- Carlos Miguel - Pastrana
- Sergio Acosta - Francisco Duarte Cortés
- Eduardo Rivera - Teniente José Luis Ortega
- Estrella Lugo - Lucía "Lucy"
- Bobby Larios - Pedro
- Ramón Valdez Urtiz - Gerardo Quintero
- Genoveva Pérez - Elvira Pérez de Jiménez (Madre de Yolanda)
- Eva Calvo - Madre de Alejandro [1]
- Marco Antonio Maldonado - Javier "Javierito" Duarte Romero
- Juan Romanca - Sebastián
- Zoila Quiñones
- Néstor Leoncio - Humberto Quintero "El Secretario"
- Enrique Grey - Demetrio Zamudio
- Liliana Arriaga - La Chupitos
- Ivonne Montero

## Equipo de producción
- Idea original: Emilio Larrosa
- Escritor: Alejandro Pohlenz
- Asesor literario: Saúl Pérez Santana
- Edición literaria: Ramón Larrosa
- Tema musical: Mujeres engañadas
- Autores: Yaxkin Santalucía, Víctor Zuno, Jorge Luis Meixueiro
- Intérprete: Laura León
- Producción musical del tema: Denisse de Kalafe, Yaxkin Santalucía, Víctor Zuno
- Escenografía: José Luis Gómez Alegría
- Ambientación: Guadalupe Frías
- Diseño de vestuario: Lorena Huertero, Gabriela Castellanos
- Diseño de imagen: Televisa San Ángel
- Dirección de arte: Ignacio Lebrija
- Musicalizadores: José de Jesús Ramírez, Alberto Olmedo
- Diseño de logotipo: Mónica Larrosa
- Editores: Adrián Frutos Maza, Marco Antonio Rocha
- Realizadores video clips: Gerardo Gómez Lapena, José Dossetti
- Productor video clips: Francisco G. Mendoza
- Jefe de locaciones: Armando Rodríguez
- Coordinación de locación: Sergio Sánchez
- Coordinación de producción: Héctor Villegas, Juan Carlos Campa
- Coordinación administrativa: Elizabeth Olivares
- Coordinación artística: Rodrigo Ruiz
- Gerente de producción: Lourdes Salgado
- Productor asociado: Arturo Pedraza Loera
- Dirección de cámaras en locación: Luis Monroy
- Dirección de cámaras: Carlos Sánchez Zúñiga, Antonio Acevedo
- Director de escena en locación: José Ángel García
- Director de escena: Sergio Jiménez
- Productor: Emilio Larrosa

## Premios y nominaciones

### Premios TVyNovelas 2000
| Categoría                 | Nominado(a)       | Resultado |
| ------------------------- | ----------------- | --------- |
| Mejor telenovela          | Emilio Larrosa    | Nominado  |
| Mejor villano             | Víctor Noriega    | Nominado  |
| Mejor primer actor        | Eric del Castillo | Ganador   |
| Mejor actriz de reparto   | Martha Roth       | Ganadora  |
| Mejor actor joven         | Kuno Becker       | Ganador   |
| Mejor revelación femenina | Anahí             | Ganadora  |
| Mejor dirección de escena | Sergio Jiménez    | Ganador   |

### Premios Bravo
| Año  | Categoría        | Nominado       | Resultado |
| ---- | ---------------- | -------------- | --------- |
| 2000 | Mejor producción | Emilio Larrosa | Ganador   |